# Schoorl
Schoorl è una località e un'ex-municipalità dei Paesi Bassi situata nella provincia dell'Olanda Settentrionale.
Soppressa il 1º gennaio 2001, il suo territorio, assieme a quello della ex-municipalità di Egmond, è stato accorpato a quello della municipalità di Bergen.